# Rhodeus chosenicus
Rhodeus chosenicus és una espècie de peix cipriniforme de la família dels ciprínids.